# Afronegrismo
Se denomina afronegrismo al vocablo de la lengua española que proviene de cualquiera de las lenguas del África negra. Abundan en el español de América y en especial en las Antillas Mayores, y también algunos se encuentran en el español de la antigua colonia de Guinea Ecuatorial.
Durante los siglos XVI, XVII, XVIII y gran parte del XIX llegaron a las colonias de Hispanoamérica, bien directamente, bien a través de los portugueses, numerosos esclavos africanos y estos aportaron al español de América y al español en general numerosos préstamos léxicos (unos doscientos) que provenían de muy distintas lenguas y designaban costumbres, actividades u objetos nuevos que era preciso nombrar, algunas veces alteradas a través de "lenguas puente" como el portugués o un pidgin. Muchos de estos afronegrismos estaban relacionados con la música, el baile, la gastronomía, las creencias, la fauna, la flora y las costumbres: marimba, conga, pachanga, bachata, merengue, sandunga, mambo, guateque, cachimba, mucama, macaco, milonga, ñame, mamba, vudú, ñeque, quimba, macandá, timba, tanga, banana, baobab, guateque, macuto, mandinga, mandanga, mondongo, quijongo, musuco, moronga, dengue, chévere, baquiní, bonobo, bwana, safari, chikunguña, ébola, ganga o enganga, suricato, tsé-tsé, vuvuzela, zika... Y, aunque muchos de estos vocablos se perdieron, gran parte de ellos se incorporaron al vocabulario español.
Uno de los primeros usos del término, y posiblemente el más influyente para que aparezca en el Diccionario de la Real Academia desde 1983, es del etnógrafo cubano Fernando Ortiz, en su Glosario de afronegrismos (1924).
En el DRAE se identifican sobre todo voces del bantú, en especial del suajili (safari, chimpancé, cachimba, macaco...), del amárico (negus,rastafari), del pamue (bocapí), del mandinga cola3), del nubio (ébano), del masái (masái) y del malgache (rafia), pero los que vienen de otras lenguas carecen de mayor determinación.
La única lengua criolla de procedencia africana en Hispanoamérica es el palenque o criollo palenquero. Por otra parte, los ñáñigos cubanos del abakuá procuraron conservar los restos de las lenguas africanas a través de sus ritos y ceremonias.